# یواس‌اس سابریسن (ای‌او-۹۳)
یواس‌اس سابریسن (ای‌او-۹۳) (به انگلیسی: USS Soubarissen (AO-93)) یک کشتی که طول آن ۵۲۳ فوت ۶ اینچ (۱۵۹٫۵۶ متر) بود. این کشتی در سال ۱۹۴۴ ساخته شد.